# Mîhailivka, Bila Țerkva
Mîhailivka (în ucraineană Михайлівка) este localitatea de reședință a comunei Mîhailivka din raionul Bila Țerkva, regiunea Kiev, Ucraina.

## Demografie
Componența lingvistică a localității Mîhailivka
     Ucraineană (98,42%)
     Rusă (1,58%)
Conform recensământului din 2001, majoritatea populației localității Mîhailivka era vorbitoare de ucraineană (98,42%), existând în minoritate și vorbitori de rusă (1,58%).